# Beatriz của Navarra
Beatriz của Navarra (tiếng Pháp: Béatrice de Navarre; 1242? – 1295), còn gọi là Béatrice xứ Champagne (tiếng Pháp: Béatrice de Champagne), là Công tước phu nhân xứ Bourgogne sau khi kết hôn với Hugues IV xứ Bourgogne. Bà là con gái của vua Thibaut I của Navarra và người vợ thứ ba Marguarite xứ Bourbon. Anh chị em của bà bao gồm Thibaut II của Navarra và Henri I của Navarra.

## Cuộc sống
Beatrice đã kết hôn với Hugues IV xứ Bourgogne. Cuộc hôn nhân mang lại cho Beatrice danh hiệu Công tước phu nhân xứ Bourgogne.
Con trai của Beatrice là Hugues không kế bị cha vì Hugues IV có một người con trai khác, Robert từ cuộc hôn nhân trước với Yolande xứ Dreux. Hugues IV qua đời năm 1271 và được kế vị bởi Robert. Sau khi chồng qua đời, Beatrice lui tới lâu đài de l'Isle-sur-Serein sống ẩn. Bà đã cãi nhau với con trai riêng Robert, và yêu cầu sự bảo vệ từ Philippe II của Pháp. Bà cũng từ bỏ mọi tuyên bố về quyền kế vị của anh trai mình vào năm 1273.

## Hậu duệ
Hugues IV và Beatrice có 5 hậu duệ:
- Hugues (qua đời 1288), Tử tước xứ Avallon, married Margaret xứ Salins
- Beatrice, Nữ chúa Grignon, kết hôn với Hugh XIII xứ Lusignan
- Isabelle, Vương hậu Đức.
- Margaret, Nữ tu xứ Vitteaux (qua đời trước 1300), kết hôn với John I xứ Chalon-Arlay[3]
- Joan, sơ tại nhà thờ.